# 오픈놀
오픈놀(OpenKnowl)은 대한민국의 에듀테크 기업이다. 본사는  서울특별시 마포구 양화로 45 메세나폴리스 204호-207호에 위치해 있다.

## 제품
미니인턴, LMS(학습관리시스템)

## 상장
2023년 6월 30일에 주관사를 하나증권으로 코스닥 시장에 상장하였다

## 같이 보기
- YBM넷
- 메가엠디
- 원티드랩
- 위세아이텍
- 사람인

## 참고문헌
1. ↑  권인택 오픈놀 대표, 벤처 활성화 기여 국무총리 표창 수상, 지디넷코리아, 2023년 12월 18일
2. ↑  오픈놀, 벤처 창업 진흥 공로로 국무총리 표창, 네이트뉴스, 2023년 12월 18일
3. ↑  성현동, KB증권, KB IPO Brief - 오픈놀, 2023년 6월 13일